# Lucius Seth Huntington
Pour les articles homonymes, voir Huntingdon.
Lucius Seth Huntingdon (26 mai 1827-19 mai 1886) fut un avocat et homme politique fédéral et municipal du Québec.

## Biographie
Né à Compton dans le Bas-Canada, M. Huntingdon étudia le droit sous l'enseignement de John Sewell Sanborn et fut nommé au Barreau en 1853. Compte tenu de la forte compétition dans le domaine du droit, il devint marchand. Il établit ensuite un journal à Knowlton et il déménagea ensuite à Waterloo où il fut engagé comme secrétaire pour la compagnie de chemin de fer établie dans cette municipalité. Il tenta d'être élu à l'Assemblée législative de la Province du Canada en 1860, mais ne put siéger avant que le parlement soit dissous. Il fut élu en 1861. En 1863, il devint solliciteur général  du Canada-Est. Durant la Guerre civile américaine, Huntingdon fit d'innombrables profits compte tenu de l'augmentation de la valeur du cuivre.
Élu député du Parti libéral du Canada dans la circonscription fédérale de Shefford en 1867, il fut réélu en 1872, 1874 et 1878. Il fut défait en 1882.
Au pouvoir, il servit comme président du Conseil privé de 1874 à 1875 et ministre des Postes de 1975 à 1878.
En 1873, lors du Scandale du Pacifique qui entraina la chute du gouvernement conservateur de John A. Macdonald, il devint un membre important du syndicat chargé de continuer la construction du chemin de fer. Tentant de démissionner de son gouvernement, il fut persuadé de demeurer en poste malgré les critiques des Conservateurs qui indiquèrent des irrégularités dans la vente de cuivre provenant de mines dans lesquelles Huntingdon avait des intérêts. Il fut également très critiqué lorsqu'il a prétendu que les Anglo-protestants du Québec devaient voter pour les Libéraux pour protéger leurs intérêts vis-à-vis ceux des Franco-catholiques. 
Après sa défaite en 1882, il s'installa à New York pour y recevoir des traitements médicaux. Il mourut dans cette ville en 1886.